# Юніс Кірва
Юніс Кірва (англ. Eunice Jepkirui Kirwa, нар. 20 травня 1984) — бахрейнська, колишня кенійська легкоатлетка, що спеціалізується на марафонському бігу, срібна призерка Олімпійських ігор 2016 року.

## Виступи на Олімпіадах
| Олімпіада           | Дисципліна | Місце |
| ------------------- | ---------- | ----- |
| Ріо-де-Жанейро 2016 | марафон    | 2     |

## Зовнішні посилання
- Юніс Кірва Профіль у IAAF (англ.)
- Юніс Кірва — олімпійська статистика на сайті Sports-Reference.com (англ.) (архівна версія)